# Urocyon
Urocyon este un gen de mamifere din care fac parte 2 specii de vulpe, printre care vulpea de copac⁠(d), unica vulpe din America de Sud cu abilități de cățărare în copaci. Este un animal omnivor, hrănindu-se cu semințe, fructe și carne.